# Musique islandaise
 (février 2025).
La musique islandaise est liée aux autres musiques scandinaves, partageant une musique traditionnelle inspirée à la fois de la mythologie nordique et du christianisme catholique et protestant. Longtemps sous domination danoise, l'Islande isolée ne devait pas connaître de grands développements musicaux du fait de l'absence de mécénat et de l'interdiction de la musique à danser pendant un temps. La musique médiévale monophonique avec ses modes archaïques devait perdurer jusqu'au XIXe siècle. 
Il n'y a guère de compositeurs de musique classique à part Sveinbjörn Sveinbjörnsson qui composa l'hymne national Lofsöngur au XIXe siècle. La musique pop est par contre très vivante avec notamment une chanteuse mondialement connue, véritable ambassadrice de la scène rock islandaise : Björk.

## Musique traditionnelle
Profondément religieuse, la musique traditionnelle prend sa source à la fois dans des légendes nordiques et des hymnes chrétiens catholiques ; le psaume Heyr himna smiður (« Hark, créateur des cieux ») a été composé par Kolbeinn Tumason dès l'an 1208. Il existe deux styles de musique vocale : kveða (« poésie » ayant donné le kveðskapur ou kvæðaskapur) et syngja (« chanter »).
Datant du XIVe siècle, les chants épiques diatoniques narratifs rímurs (rímnalög (« ballade »), kvæðalög (« poème »), stemmur (« refrain »), bragur (« mélodie »), ferskeytla...) remontent aux poésies des Edda (fornaldarsögur - chant épique de saga, riddarsögur - chant courtois de chevalerie, Íslendingasögur - chant de saga familiale) en usant de formes de rimes, d'allitérations et de métaphores complexes ; ils sont tantôt a cappella, tantôt accompagnés au langspil, et parfois chantés en duo croisé (appelés alors fimmundasöngur (« chant à la quinte »). Du XVIIIe au XXe siècle, des poètes en composèrent tels que Hannes Bjarnason (1776-1838), Jón Sigurðsson (1853-1922) et Sigurður Breiðfjörð (1798-1846). Bien que bannis par l'Église les rimurs sont restés populaires car depuis 1929 ils sont remis au goût du jour, sous une forme satirique et humoristique (voire grivoise). 
La danse folklorique vikivaki disparait au XVIIIe siècle à la suite de l'interdit danois ; elle subsiste aujourd'hui[Quand ?] dans les Îles Féroé. Des hymnes protestants sont écrits par Hallgrímur Pétursson au XVIIe siècle. La musique traditionnelle est modernisée au XIXe siècle par Magnús Stephensen et Pétur Gudjohnson qui y apportent la musique d'orgue, puis d'harmonium, et par Jonas Helgason qui compose le premier air populaire islandais Andvarp tout en formant le premier chœur islandais en 1862 ; dix ans plus tard, son frère Helgi Helgason, devait formé le premier brass band islandais quant à lui. Le chant tvísöngur qui en est dérivé consiste en une sorte de polyphonie primitive en deux parties.
De 1906 à 1909, la musique folklorique telle que la chanson Ólafur Liljurós est collectée par Bjarni Þorsteinsson dans le Íslenzk þjóðlög, les rimurs l'ayant été par Ólafur Davíðsson.

## Musique classique
Mis à part Sveinbjörn Sveinbjörnsson qui composa de la musique de chambre d'inspiration romantique au XIXe siècle, il n' y a guère de tradition classique dans le pays. Au XXe siècle, Pall Isolfsson est un organiste virtuose qui composa quelques pièces d'inspiration germanique dont la Cantate de l'Althing. C'est avec Jón Leifs que l'on assiste à la naissance d'une musique nationaliste intégrant des éléments du folklore islandais dans des œuvres orchestrales (Saga Symphonie) et chorales (Edda Oratorio, Requiem). Ce chef d'orchestre dirigera le premier concert symphonique en 1926. Avec Jon Asgeirsson, le premier opéra islandais voir le jour : Thrymskvida.
Grâce à l'arrivée de Vladimir Ashkenazy en 1968, la vie musicale prospère en Islande et le festival de Reykjavik est fondé. 

### Musique populaire

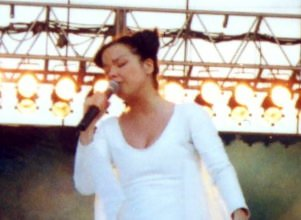
Björk.

La musique pop islandaise est très active à l'image des autres pays nordiques. Parmi les chanteurs, il y a Megas, Emilíana Torrini, Paul Oscar, Jóhanna Guðrún Jónsdóttir, Selma Björnsdóttir, Ólafur Arnalds, Jófríður Ákadóttir et surtout la star Björk qui compte de nombreux Grammy et vendu plus de 15 millions d'albums[réf. souhaitée]. 
Le rock islandais est représenté par Quarashi, Bang Gang, Amiina et les groupes Tappi Tíkarrass et The Sugarcubes (avec Björk). Les groupes indies sont aussi reconnus avec múm, Sigur Rós, Mugison et Hjaltalín ; GusGus et Bang Gang se font connaître dans la musique électronique. Il existe aussi des groupes de musique néo-médiévale (Voces Thules (en)) ou folk (Islandica) assez connus. La nouvelle vague est notamment marquée par des groupes ou solistes comme Of Monsters and Men, Kaleo, Ásgeir Trausti ou encore Emilíana Torrini. Le groupe de post-metal Sólstafir connait un succès international depuis quelques années. Il se fait connaitre en France au Hellfest auquel il participe à plusieurs reprises.

## Instruments traditionnels
Ils comprennent notamment : fiðla et langspil.